# من و واکسول
من و واکسوُل (به انگلیسی: Vauxhall and I) آلبومی از هنرمند اهل انگلستان موریسی است که در سال ۱۹۹۴ میلادی منتشر شد. آلبوم نقد مثبتی از آل‌میوزیک دریافت نمود و مجلهٔ کیو آن را در میان ۱۰ آلبوم برتر سال ۱۹۹۴ قرار داد.

## فهرست ترانه‌ها
متن همهٔ ترانه‌ها توسط موریسی نوشته شده‌است.
| شماره      | نام                                        | آهنگساز    | عنوان اصلی                               | مدت   |
| ---------- | ------------------------------------------ | ---------- | ---------------------------------------- | ----- |
| ۱.         | «حالا قلبم کامل است»                       | بورر       | Now My Heart Is Full                     | ۰۴:۵۷ |
| ۲.         | «جیم پاشنه‌فنری»                            | بورر       | Spring-Heeled Jim                        | ۰۳:۴۷ |
| ۳.         | «بیلی باد»                                 | وایت       | Billy Budd                               | ۰۲:۰۸ |
| ۴.         | «به دوستان خود بچسبید»                     | وایت       | Hold on to Your Friends                  | ۰۴:۰۲ |
| ۵.         | «هر چی بیشتر نادیده‌ام بگیری، نزدیک‌تر می‌شم» | بورر       | The More You Ignore Me, the Closer I Get | ۰۳:۴۴ |
| ۶.         | «چرا خودت دنبال جواب‌ش نمی‌ری»               | وایت       | Why Don't You Find Out for Yourself      | ۰۳:۲۰ |
| ۷.         | «از من بخاطر دوست‌داشتن بدشون میاد»         | وایت       | I Am Hated for Loving                    | ۰۳:۴۱ |
| ۸.         | «ناجی غریق می‌خوابه، دختره غرق می‌شه»        | بورر       | Lifeguard Sleeping, Girl Drowning        | ۰۳:۴۲ |
| ۹.         | «قدیما یه پسربچهٔ شیرین بودم»               | وایت       | Used to Be a Sweet Boy                   | ۰۲:۴۹ |
| ۱۰.        | «آفتاب‌گیرهای تنبل»                         | وایت       | The Lazy Sunbathers                      | ۰۳:۰۸ |
| ۱۱.        | «جاده سریع‌السیر»                           | بورر       | Speedway                                 | ۰۴:۳۰ |
| مجموع مدت: | مجموع مدت:                                 | مجموع مدت: | مجموع مدت:                               | ۳۹:۵۳ |